# GSC870-778-1
GSC870-778-1 — хімічно пекулярна зоря спектрального класу A0, що має видиму зоряну величину в смузі V приблизно 10,4.